# Dongtai
Dongtai (东台市S, DōngtáiP) è una città-contea della Cina, situata nella provincia di Jiangsu e amministrata dalla prefettura di Yancheng.